# 後現代性
後現代性（或者較貶抑的稱呼為「後現代情境」）通常是指出現於現代性「之後」的人類社會之經濟和／或文化的狀態或情境。某些思想學派認為現代性結束於20世紀末，並由後現代性所取代；而其他學派則認為現代性一直延續至現在，並囊括了後現代性的所代表的發展內容。後現代性的特色包括了全球化、消費主義、權威的瓦解以及知識的商品化。